# Гаммель Эструп
Гаммель Эструп (дат. Gammel Estrup) — старинный замок в коммуне Норддюрс в составе области Центральная Ютландия, Дания. Укреплённая резиденция на этом месте упоминается уже в 1340 году. В те времена замок назывался Эссендруп. Позже он был разрушен и отстроен заново. В начале XVII века, в эпоху Ренессанса, в комплексе прошла масштабная реконструкция. Облик замка в целом с той поры радикально не менялся. В настоящее время в главном здании находится Датский усадебный музей Гаммел Эструп, который является автономным культурным учреждением. В остальной части комплекса расположены экспозиции Государственного Зелёного музея. По своему типу крепость относится к замкам на воде.

## История

### Самая старая история
Небольшая каменная крепость на месте нынешнего замка существовала уже в XIV веке. Впервые сведения о ней встречаются в документах 1340 года (в ту эпоху поместье называлось Эссендруп). Таким образом поместье Гаммла Эструп относится к одним из старейших в Дании. Однако в 1359 году крепость была разрушена. В ходе археологических раскопок удалось обнаружить остатки зданий XIV века. При этом в современном комплексе самые старые фрагменты построек датируются примерно 1490 годом.
Инициатором строительства раннего замка выступил воинственный Лаве Эскесен Брок. Ему, вероятно, требовалась крепость для уверенного противостояния со своими злейшими врагами — семьёй Розенкрантц, чьи владения находились в Бьёрнхольме (ныне Хёгхольм). Гаммель Эструп был обнесён глубокими рвами, заполненными водой. Таким образом замок находился на искусственном острове и попасть в него можно было только по подъёмному мосту с северной стороны. Самое раннее здание, вероятно, представляло собой комплекс из четырёх крыльев, образующих небольшой внутренний двор. В более поздние времена после реконструкции западное крыло оказалось украшено со стороны двора роскошным для своей эпохи фасадом. Особо выделялись остроконечные арочные окна, очертания которых до сих пор видны в каменной кладке.

### Эпоха Ренессанса
Полностью перестроить замок решил Эске Брок, прямой потомок Лаве Брока по мужской линии. Свой план по превращению неуютной каменной крепости в комфортабельную представительную резиденцию он начал осуществлять около 1616 года. Для начала Эске Брок выкупил доли своих родственников, чтобы стать единоличным собственником имения. Работы начались с перестройки западного крыла. Архитектором выступил Матиаса, который ранее построил новую колокольню для церкви Аунинг. Судя по всему, Эске Брок был очень доволен результатом. Во всяком случае он поручил Матиасу продолжить работу в том же стиле, что и реконструированное крыло. Новая надвратная башня в Гаммель Эструп получила несколько старомодный для XVII века готический зубчатый фронтон. А вот новые большие окна (значительно крупнее прежних), представляли собой типичные проёмы эпохи Возрождения.
В последующие века значительных изменений в облике здания не происходило. При этом ремонт и реставрация производились неоднократно.

### XX век
После завершения Первой мировой войны и проведения в Дании серьёзных реформ в области землевладения стало ясно, что собственники замка не смогут сохранить собственность в прежнем виде. Уже в 1919 году началась подготовка к изменению статуса имения. Дело осложнялось тем, что последний владелец замка и окружающих его сельскохозяйственных угодий граф Шилдс (представитель боковой линии рода Брок) имел 11 детей, каждый из которых мог претендовать на долю в отцовском наследство. В 1926 году граф умер.
После шести веков, в течение которых замок оставался во владении одной семьи, поместье было выставлено на продажу. Мебель главного жилого корпуса частично разделили между наследниками. Но большая часть коллекции оказалась продана на двух аукционах. В ходе торгов имение было продано землевладельцу Фредерику Легарту, который решил поселиться в резиденции старого управляющего на одной из близлежащих ферм, а не самом замке. Опустевшее главное здание с окружающим парком в итоге было продано в 1928 году Вальдемару Уттенталю фон Левенхольм, который являлся зятем графа Шилдса. Новый владелец намеревался создать в старинном здании музей. По планам в экспозиции следовало отразить историю окружающих земель от времени основания раннего замка до XX века. Одновременно Вальдемар Уттенталь приобрёл расположенный неподалёку замок Лёвенхольм, где собирался организовать частную школу.
29 января 1930 года после королевской конфирмации было основано особое автономное учреждение культуры — Датский усадебный музей Гаммел Эструп. С тех пор в главном здании находится краеведческий музей.

## Описание замка
Главной частью замкового комплекса является западное здание. К нему под прямым углом примыкают два крыла, образующие внутренний двор. Справа и слева от центрального фасада сохранились две выступающие за линию фасада башни. Замок по-прежнему окружён рвами, которые заполнены водой, и внутрь можно попасть только по каменному мосту.
К северу от основного замка сохранился живописный парк, а также сады и цветники, в которые круглый год открыт вход для публики.

## Галерея

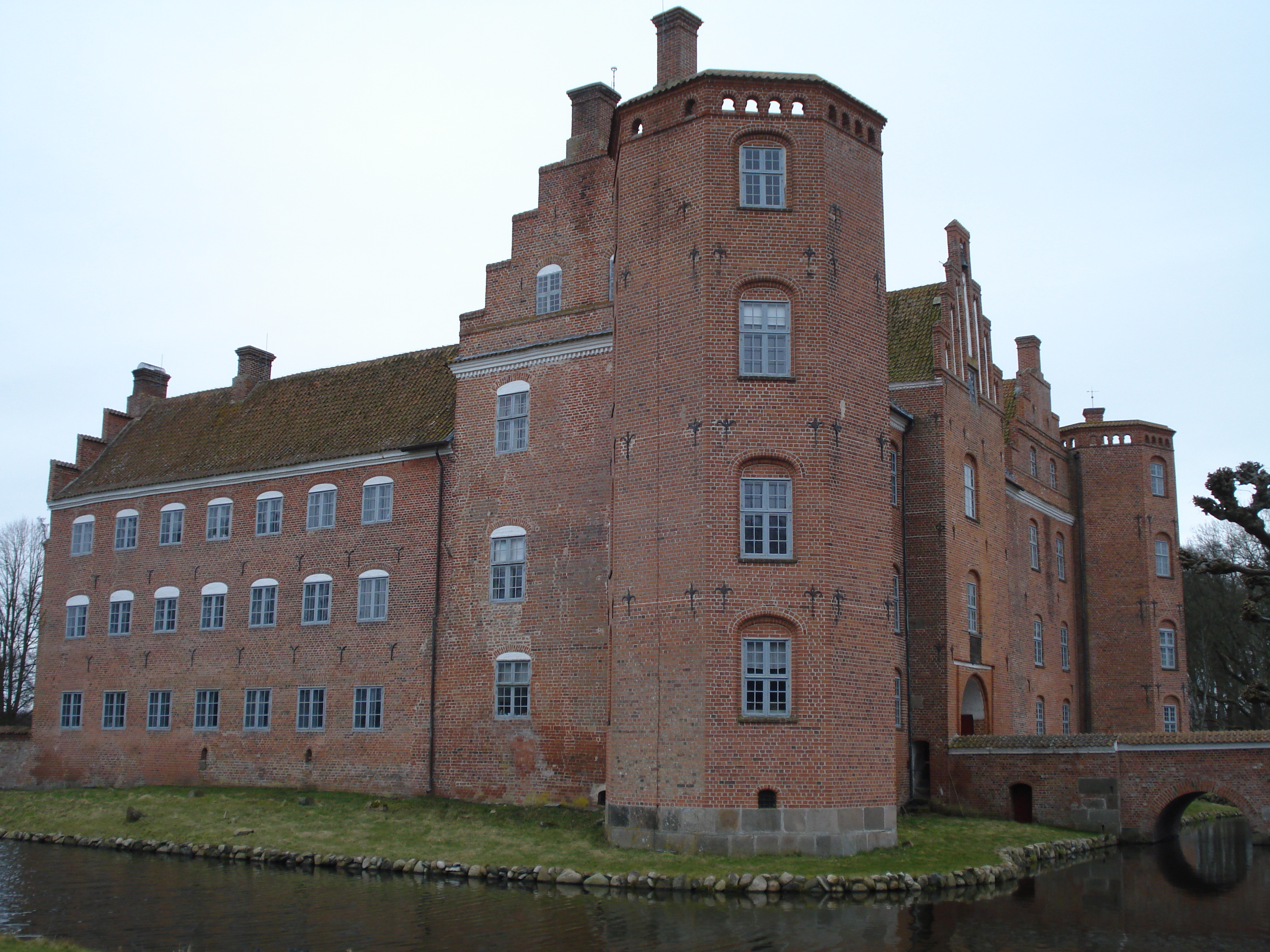
Вид замка с северо-западной стороны
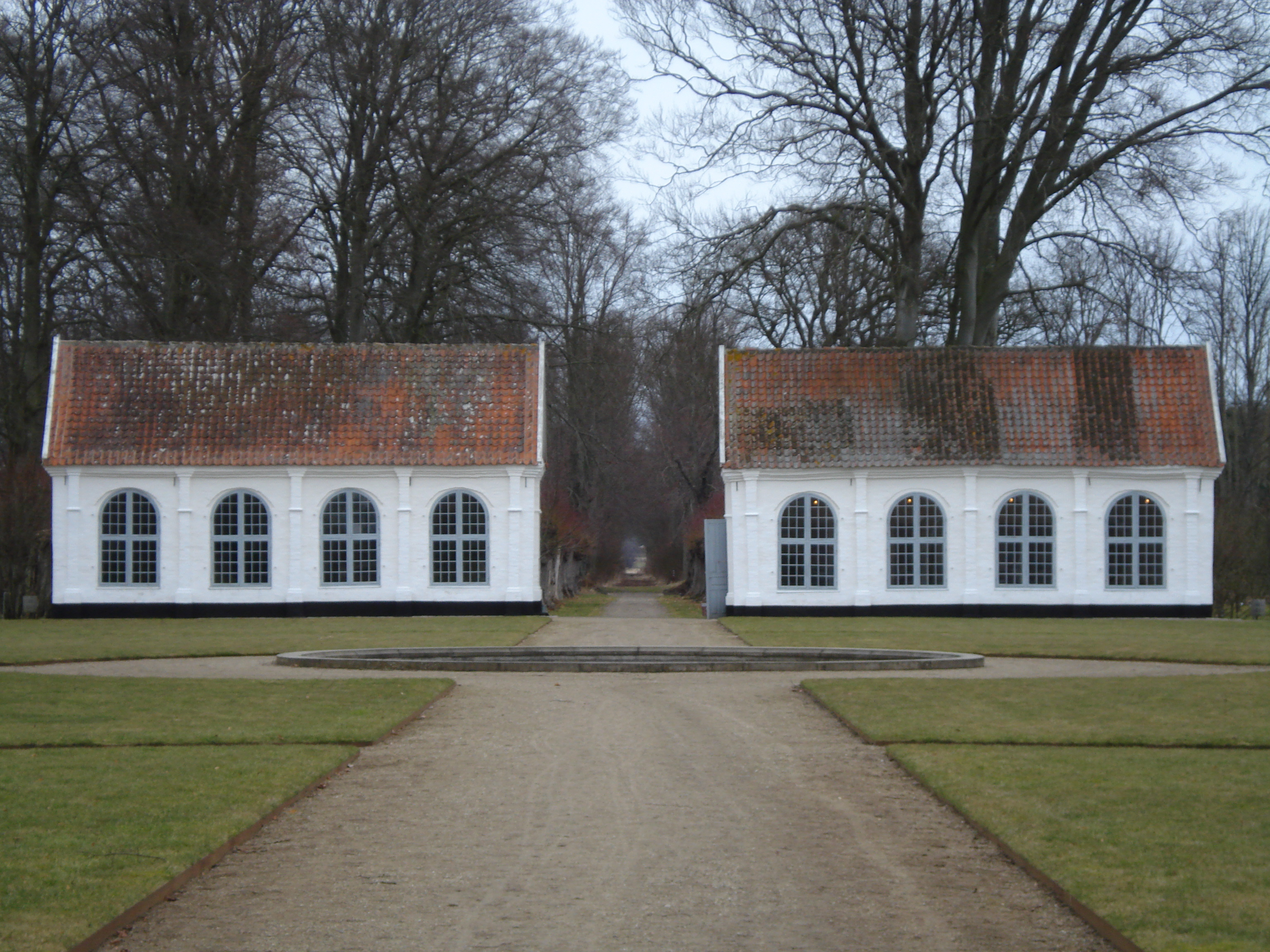
Оранжереи перед входом в парк
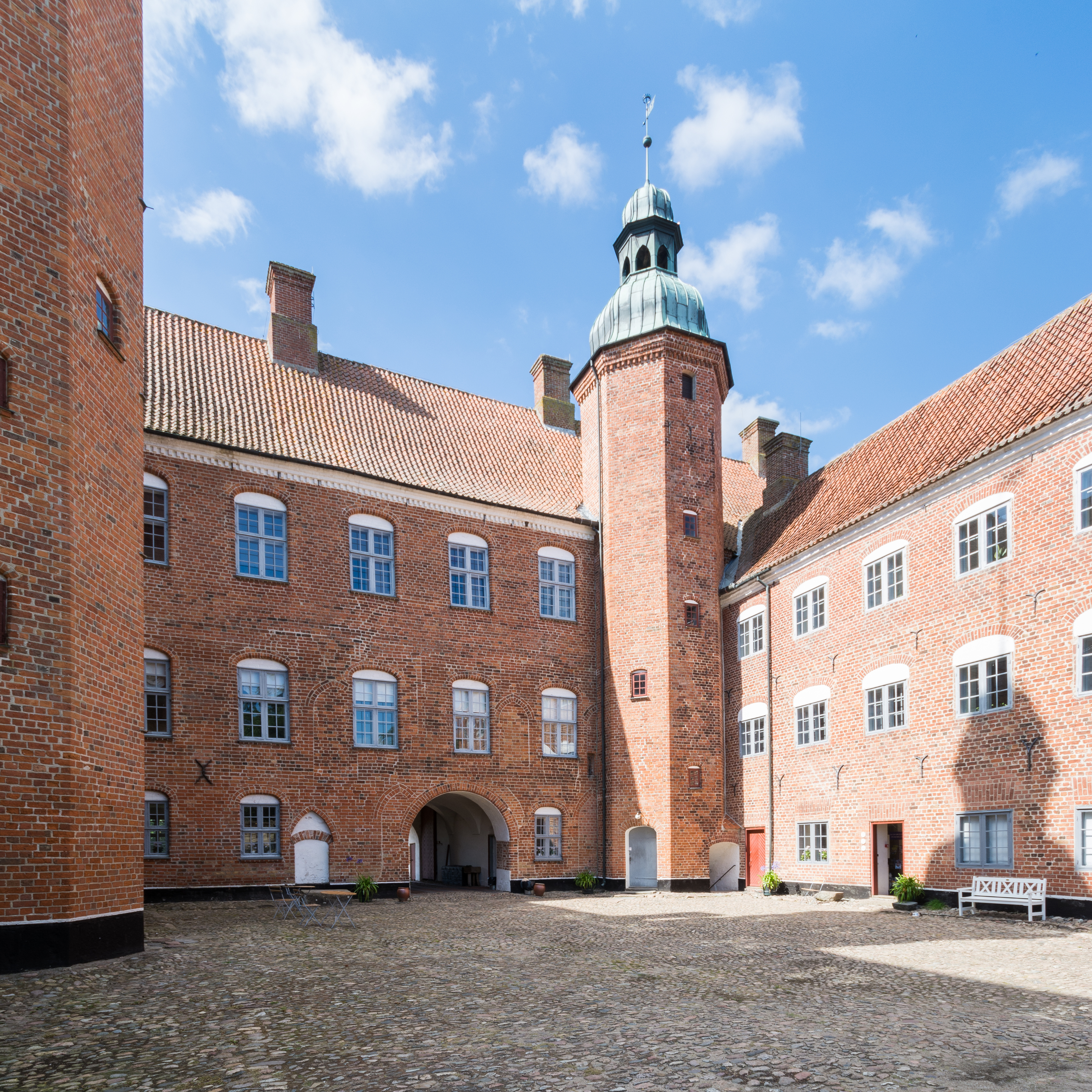
Лестничная башня в северо-западном углу внутреннего двора
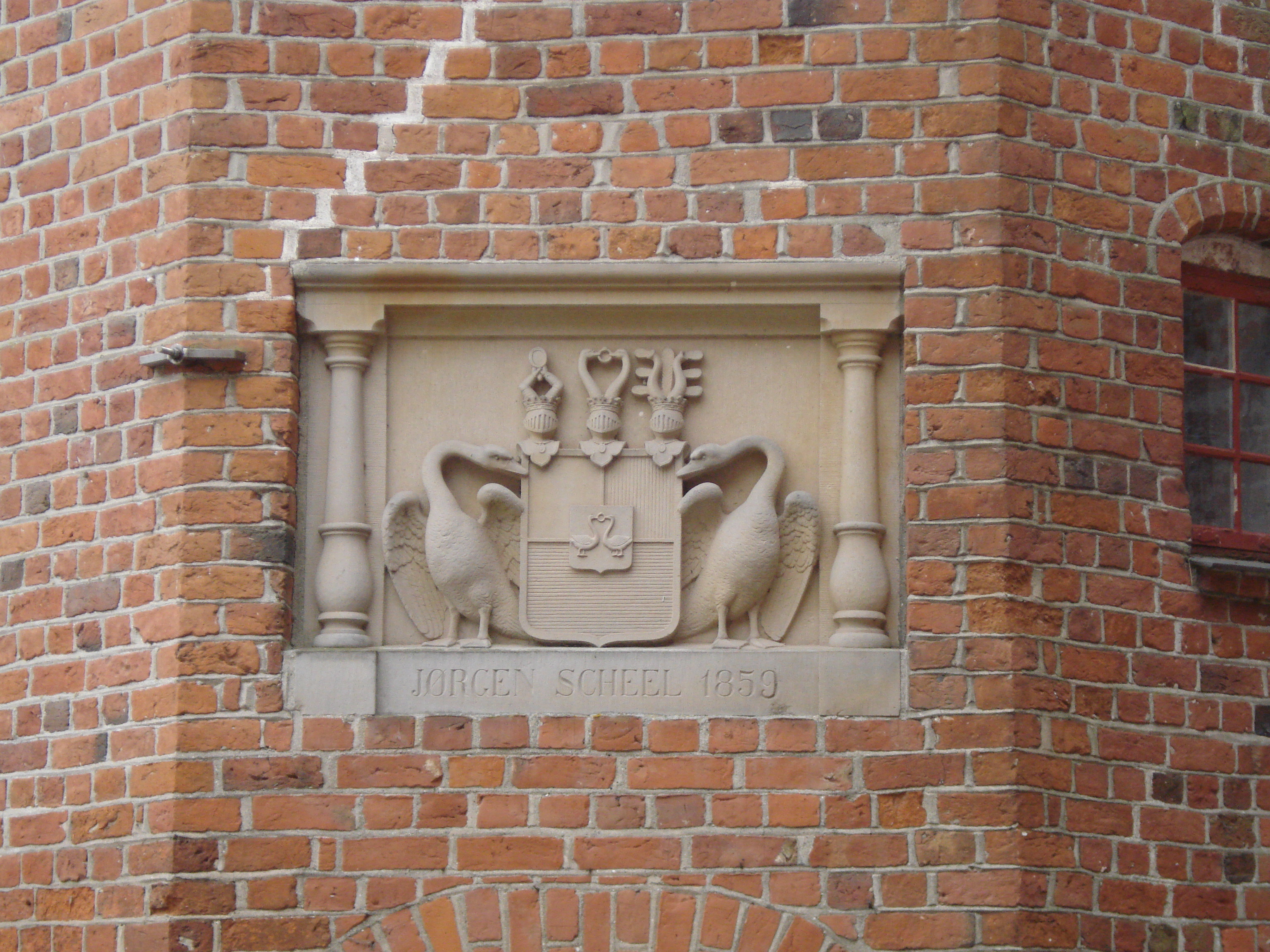
Герб на лестничной башне, созданный в 1859 году
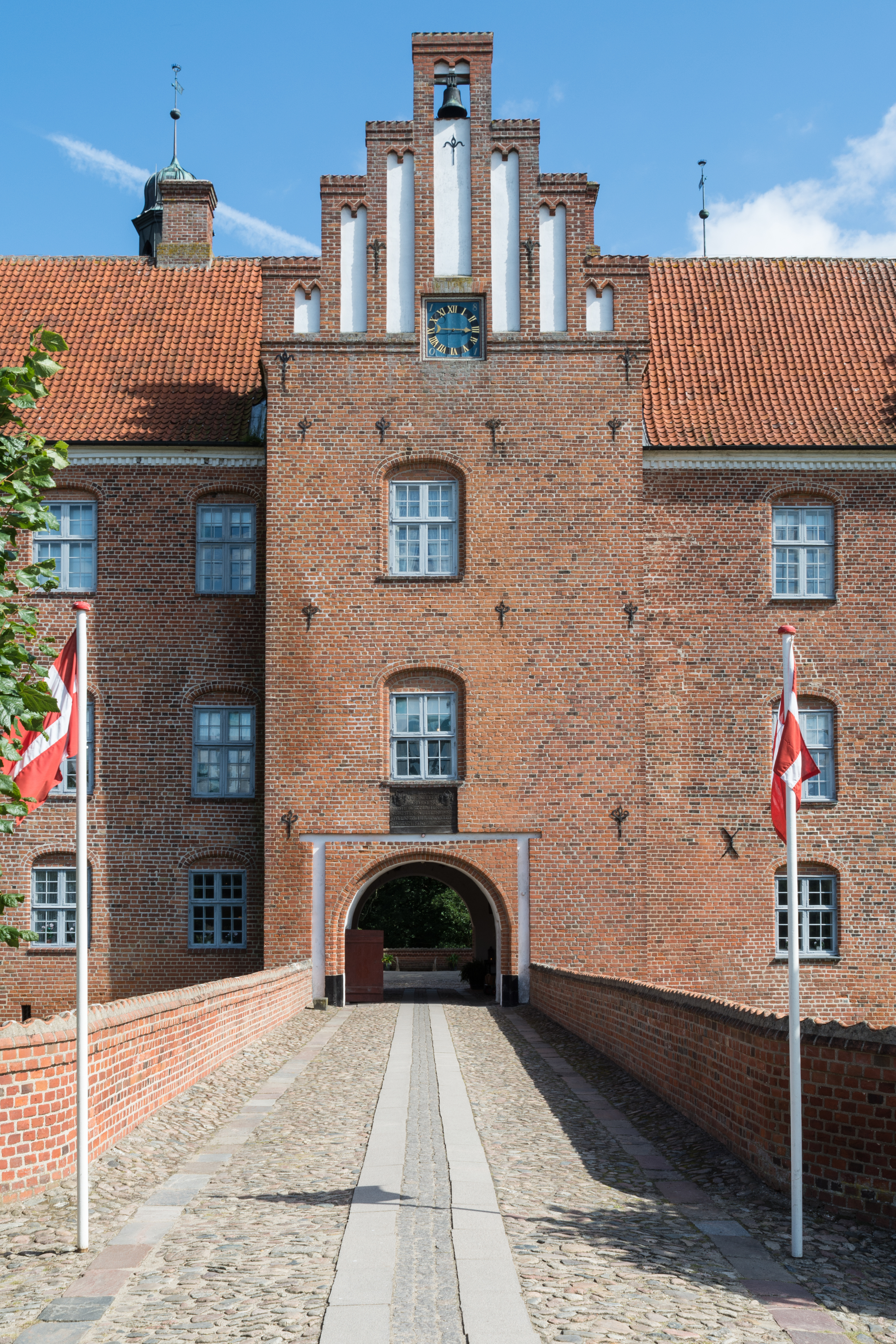
Торхаус, верхнюю часть которого венчает ступенчатый щипец